# 82 Alkmene
82 Alkmene (in italiano 82 Alcmena) è un piccolo asteroide della Fascia principale. La sua composizione è probabilmente una miscela di rocce silicate e nichel e ferro allo stato metallico.
Alkmene fu scoperto il 27 novembre 1864 da Karl Theodor Robert Luther dall'Osservatorio di Düsseldorf (situato nel distretto urbano di Bilk) in Germania, di cui era direttore dal 1851. Fu battezzato così in onore di Alcmena, nella mitologia greca madre di Eracle.
I dati ricavati dalla sua curva di luce suggeriscono l'esistenza di un satellite naturale di Alkmene.